# Barbara Riveros Diaz
Bárbara Catalina Riveros Díaz (Santiago del Cile, 3 agosto 1987) è una triatleta cilena.

## Biografia
Ha rappresentato il Cile a quattro edizioni consecutive dei Giochi olimpici estivi, concludendo in venticinquesima a Pechino 2008, sedicesima a Londra 2012, quinta a Rio de Janeiro 2016 e venticinquesima a Tokyo 2020.

## Palmarès
- Giochi panamericani

Guadalajara 2011: argento nell'individuale;
Toronto 2015: oro nell'individuale;
- Giochi sudamericani

Medellin 2010: oro nell'individuale;
- Mondiali velocità

Losanna 2011: oro nell'individuale;
- Mondiali long distance

Fionia 2018: argento nell'individuale;
- Mondiali cross

Sardegna 2015: argento nell'individuale;
Snowy Mountain 2016: argento nell'individuale;